# Демешкина, Анисья Михайловна
Ани́сья Миха́йловна Демёшкина (26 декабря 1914, Патраки, Тобольская губерния — 17 мая 1990, Ровная, Курганская область) — колхозница, трактористка, Герой Социалистического Труда (1966).

## Биография
Родилась 26 декабря 1914 (8 января 1915) года в крестьянской семье в деревне Патраки Митинской волости Курганского уезда Тобольской губернии, ныне село Ровная Кетовского муниципального округа Курганской области.
С 7 лет девочку определили в няньки.
Трудовую деятельность начала в 1931 году: была разнорабочей в депо станции Курган, табунщицей сельхозартели им. Энгельса.
В 1934 году окончила курсы трактористов в Митинской МТС и позднее — Школу комбайнёров в городе Кургане. Работала трактористкой. Была стахановкой, членом женской фронтовой бригады, выполняла по две нормы. Многие годы была наставницей молодых механизаторов.
Работала трактористкой в колхозе им. Энгельса Глядянского района (деревня Патраки 2-е, ныне село Ровная), а с 1958 года в колхозе «Дружба» Кетовского района (деревня Патраки 2-е).
С 1964 года член КПСС.
В начале 1964 года перенесла тяжёлую операцию, из-за болезни была вынуждена оставить работу на тракторе и проработала три месяца дояркой. Весной возвратилась на трактор. Свободных машин в колхозе не было, и она восстановила брошенный трактор «Беларусь». Во время посевной 1966 года Анисья Демешкина вспахала и засеяла 800 гектаров, выполнив две нормы. За этот доблестный труд она была удостоена в 1966 году звания Героя Социалистического Труда.
Избиралась членом Курганского обкома КПСС, депутатом Кетовского районного совета народных депутатов. Была почётным судьей на первых Всесоюзных соревнованиях трактористов за звание «Лучший пахарь страны».
В 1970 году вышла на пенсию и проживала в селе Ровная.
Анисья Михайловна Демешкина скончалась 17 мая 1990 года и была похоронена на кладбище села Ровная Кетовского района Курганской области, ныне село входит в Кетовский муниципальный округ той же области. 31 октября 2018 года открыт новый надгробный памятник.

## Награды
- Герой Социалистического Труда — указом Президиума Верховного Совета СССР от 23 июня 1966 года;.
  - Орден Ленина
  - Медаль «Серп и Молот»
- Юбилейная медаль «За доблестный труд. В ознаменование 100-летия со дня рождения Владимира Ильича Ленина», 1970 год
- Медаль «За доблестный труд в Великой Отечественной войне 1941—1945 гг.»
- Медаль «За освоение целинных земель»

## Семья
Анисья Демешкина была замужем, сын Виктор.